# SimCity DS
SimCity DS – wysoce zmodyfikowana wersja SimCity 3000 na platformę Nintendo DS wydana w Japonii 22 lutego 2007. W Polsce premiera odbyła się 23 czerwca. Gra przypomina grafiką SimCity 3000, lecz do kontroli wykorzystuje podwójny ekran przenośnej konsoli. Gra korzysta z wbudowanego w konsolę mikrofonu. Gra oferuje:
- 8 miast, w których gracz musi spełnić określone zadania,
- rozporządzenia, które można podpisać własnoręcznie używając rysika,
- system porad,
- możliwość gaszenia pożarów dmuchając w mikrofon.